# ABC Amsterdam
ABC Amsterdam war ein niederländischer Basketballverein aus Amsterdam. Der Verein gewann siebenmal die Meisterschaft, seine letzte im Jahr 2009.

## Geschichte
Der Verein wurde 1995 gegründet. Da man direkt einen zahlungsfreudigen Sponsor hatte, gewann man schon 1999 die erste Meisterschaft. Bis dahin errang der Klub bereits dreimal den niederländischen Basketballpokal. Bis 2009 folgten noch sechs weitere Meistertitel sowie drei weitere Pokalsiege.
Der Verein nahm auch an verschiedenen Europapokal-Wettbewerben teil, spielte dort aber keine größere Rolle.
2011 wäre zwingend ein neuer Hauptsponsor nötig gewesen, um den Verein finanziell am Leben zu halten. Dieser wurde jedoch nicht gefunden, der Verein löste sich auf. Mit dem BC Apollo gibt es einen neuen Basketballverein in Amsterdam.

## Namensgeschichte
Aufgrund vom Wechsel des Hauptsponsors wurde der Verein seit der Gründung diverse Male umbenannt:
- 1995–1997: Finish Profiles Astronauts
- 1997–2003: Ricoh Astronauts
- 2003–2006: Demon Astronauts
- 2006–2007: Amsterdam Astronauts
- 2007–2009: MyGuide Amsterdam Basketball
- 2009–2010: EclipseJet Amsterdam Basketball
- 2010–2011: ABC Amsterdam

## Halle
Der Verein trug seine Heimspiele in der 3.000 Plätze umfassenden Sporthallen Zuid aus.

## Erfolge
- 7× Niederländischer Meister
- 5× Niederländischer Pokalsieger

## Bekannte Spieler
- Teddy Gipson
- / Alon Stein